# Ante Čović
Ante Čović (angol írásmóddal Ante Covic; (Sydney, 1944. június 13. –) horvát származású ausztrál válogatott labdarúgó (kapus). Pályájának végén, 2018 decemberében, cserejátékosként kispadon várta az esetleges szereplést.

## Klubcsapatokban
A következő csapatokban játszott (zárójelben a góljainak száma):
- 1996–1997	APIA Leichhardt Tigers	23	(0)
- 1997–1999	Marconi Stallions	46	(0)
- 1999–2001	PAOK	8	(0)
- 2000	→ AO Kavala (loan)	15	(0)
- 2001–2002	Dinamo Zagreb	0	(0)
- 2002–2007	Hammarby IF	121	(0)
- 2007–2009	Newcastle Jets	54	(0)
- 2009–2011	IF Elfsborg	59	(0)
- 2011–2012	Melbourne Victory	24	(0)
- 2012–2015	Western Sydney Wanderers	78	(0)
- 2015–2016	Perth Glory	28	(0)
- 2017–2018	Rockdale City Suns	49	(0)
- 2018	Wellington Phoenix	0

## A válogatottban
Az ausztrál válogatottban 2006 és 2010 között két alkalommal szerepelt (gól nem ért el).